# Tikveš
Tikveš is een plaats in de gemeente Bilje in de Kroatische provincie Osijek-Baranja. De plaats telt 29 inwoners (2001).